# Keo
Keo (născut Cosmin Mustață; n. 21 iunie 1978, București) este un cântăreț român de muzică pop și rock. Din 2005, a lansat peste 30 de piese și videoclipuri.

## Cariera muzicală

### Primii ani în muzică
S-a născut în România, dar a locuit de mic în Elveția, unde a început sa cânte cu mai multe trupe live la festivaluri de muzică. A cântat la deschiderea showului David Bowie, în cadrul Festivalului de la Montreux.
Cariera lui Keo în România a început în 2005 cu piesa „Azi vii mâine pleci”.
Albumul de debut Fără Aripi a fost lansat în 2005.

### Activitate ulterioară
În 2007, Keo a lansat albumul În ochii tăi, produs în Elveția, Franța și Canada. Albumul a fost produs de el împreună cu compozitorul greco-elvețian Yorgos Benardos (Jenifer, Le Roi Soleil) și producătorul canadian Rob Wells (Backstreet Boys).
În 2011 Keo a compus și produs imnul Liberty Parade 2011, „Everybody Party”, pe care l-a interpretat în deschiderea evenimentului în fața a 80.000 de spectatori.
În 2012 a lansat albumul Skeo, alături de Skizzo Skillz,. Doi ani mai târziu, a lansat cel de-al patrulea album din cariera sa, Liber.

### Colaborări
Keo a colaborat pe plan de imagine cu mai multe branduri, printre care LIDL, Coca Cola, Police Sunglasses și Lee Cooper. În 2011, Coca Cola România l-a ales pe Keo să interpreteze împreună cu Natasha Bedingfield imnul de Crăciun al brand-ului, piesă care a fost promovată în cadrul spoturilor TV și radio ale campaniei de iarnă Coca Cola.
În colaborare cu Institutul Francez din România, Keo a lansat, în septembrie 2015, proiectul
„Frenchmania”, o serie de evenimente muzicale reunind artiști ai scenei muzicale din
România, care au interpretat live alături de Keo și trupa sa piese din repertoriul francofon. Invitații au fost Alexandra Ungureanu, Lora, Paula Seling, Cornel Ilie (Vunk), Bodo (Proconsul), Dorian Popa, Ruby, Adi Despot (Vița de Vie), Gabriel Cotabiță, Teo Trandafir și Ambasadorul Franței François Saint-Paul.
Ca compozitor și producător, Keo a lucrat pentru artiști precum Proconsul, Andreea Bălan, Alexandra Ungureanu, Gabriel Cotabiță, Cătălin Josan, Massari, Anna Lesko, Andra Gogan etc.

## Single-uri și videoclipuri
- Azi vii mâine pleci (2005)
- Dac-aș putea să zbor (2006)
- În ochii tai (2007)
- Dispari (2007)
- Viață nouă (feat. Puya & Lora) (2008)
- Plouă cu lacrimi (2008)
- Falling High (2009)
- De ce te prefaci (2009)
- Give Me Your Love (feat Ralflo) (2010)
- Liber (2011)
- Fac ce vreau feat. Skizzo Skillz (2011)
- Liberty Parade Anthem (2011)
- Shake up Christmas feat Natasha Bedingfield (2011)
- O singură noapte feat. Skizzo Skillz (2012)
- Miliardar de vise feat. Skizzo Skillz (2012)
- Take it Easy (2012)
- Acasă feat. Mircea Baniciu (2012)
- Să fiu cu tine (2013)
- Știu (2013)
- După furtună (2014)
- El Zice Ca feat. Skizzo Skillz (2014)
- Îmi stă inima în loc (2015)
- Când tu nu ești (2016)
- Viața e live (2016)
- Cel mai frumos cadou feat. Alexandra Ungureanu (2016)
- Soarele pe cer' (2017)
- Război și iubire (2018)
- Crăciunul perfect (2018)
- Un gram de nisip feat. Tom Boxer (2019)
- Kryptonita mea (2019)
- Fără Tine feat. Adela Popescu (2022)